# Choi Min-sik
Choi Min-sik (hangul: 최민식; hanja: 崔岷植; rr: Choe Min-sik; MR: Ch'oe Minsik; 27 de abril de 1962) é um ator sul-coreano. Ele foi aclamado pela crítica por seus papéis em Oldboy (2003), I Saw the Devil (2010) e The Admiral: Roaring Currents (2014).
Por seu papel em Oldboy, ele ganhou prêmios na categoria Melhor Ator nas cerimônias do 40º Baeksang Art Awards, 24º Blue Dragon Awards e no 41º Grand Bell Awards. Em 2014, ele foi listado como Ator do Ano na categoria Cinema pela Gallup Korea.

## Início da vida
Choi nasceu em 27 de abril de 1962 em Seul, na Coreia do Sul. Na terceira série do ensino fundamental, ele foi diagnosticado com tuberculose e lhe disseram que não havia cura. No entanto, ele afirma ter recuperado a saúde depois de passar um mês em um templo budista nas montanhas.
Enquanto Choi cursava seu terceiro ano na Daeil High School em Seul, ele também começou a atuar em uma companhia de teatro. Ele ficou profundamente comovido com os filmes de Ha Gil-jong, resultando em sua motivação a se tornar um diretor. Depois de terminar o colegial, Choi se matriculou no Departamento de Teatro e Cinema da Universidade Dongguk em 1982. Ele finalmente mudou seu foco para ser um ator quando começou a estudar com o professor Ahn Min-soo, a quem ele admirava há muito tempo.

## Carreira

### Início de carreira
Choi começou sua carreira profissional como ator ao ingressar em uma companhia de teatro chamada "Ppuri" (극단 뿌리) em 1982. Sua estreia foi em uma peça chamada Our Town. Em 1984, foi-lhe oferecido o papel de Alan em Equus, mas ele foi forçado a entregar ao ator Choi Jae-seong ao ser convocado para o alistamento militar obrigatório.
Choi e Han Suk-kyu foram colegas de classe no Departamento de Teatro e Cinema da Universidade de Dongguk. Durante o tempo que passaram na escola, eles tiveram a oportunidade de atuar juntos em Ecstasy e For My Son. Em 1988, enquanto Choi estava em seu quarto e último ano da faculdade, Park Jae-ho o convidou para um teste no primeiro filme de Park Jong-won, Kuro Arirang. O filme, lançado em 1989, foi uma adaptação do romance homônimo de Lee Mun-yeol, de 1987, retratando as duras condições de trabalho das operárias na fábrica de costura do Complexo Industrial de Kuro. Durante o mesmo ano, Choi atuou ao lado de Son Chang-min, que interpretou o estudante de direito Hyung-bin, no melodrama juvenil do diretor Jang Gil-soo, All That Falls Has Wings. No filme, Choi interpretou o papel do amigo de Hyung-bin, um estudante de arte.
Após seis anos, em 1990, Choi voltou aos palcos com o papel de Alan na adaptação coreana de Equus, de Peter Shaffer. Com esta peça, ele começou a ser conhecido em Daehak-ro. A roteirista Na Yeon-suk ao ver sua peça, encantou-se por Choi e insistiu em dar a ele um papel em seu próximo drama, The Years of Ambition. O papel do filho de Lee Hwi-hyang, que é chamado de "Ku-chong" no drama, foi originalmente destinado ao ator Yoon Da-hoon. The Years of Ambition foi um drama de muito sucesso da KBS, com uma audiência média de quase 40%, indo ao ar por um ano a partir de outubro de 1990. Choi, que fez "Ku-chong", desfrutou de alta popularidade pela primeira vez em sua vida. Ele rapidamente saltou de uma carreira como um ator desconhecido que recebia 500.000 wons por mês, para 7 milhões de wons por cada anúncio publicitário.
Além de seu papel como professor Kim no segundo filme de Park Jong-won, Our Twisted Hero (1992), no qual recebeu o prêmio de Melhor Ator no 38º Asia-Pacific Film Festival, suas futuras colaborações em outros filmes não obtiveram muito êxito. A filmagem francesa de "Our Love as It Was" (1991) foi um trabalho que ele não apreciou, embora tivesse uma participação especial. O filme "Sara Is Guilty" (1993), onde seu rosto apareceu no cartaz promocional, apenas lhe ensinou a lição de não escolher projetos sem pensar antecipadamente. Depois de participar em "Mom, the Star, and the Sea Anemone" (1995), do diretor Yoo Hyun-mok, ele passou quatro anos longe dos filmes.
Embora estivesse ocupado atuando no palco, bem como na televisão e no cinema, Choi conseguiu terminar seus estudos na Universidade Dongguk e se formou bacharel em Teatro e Cinema.

### Sucesso
Em 1994, Choi estrelou ao lado de Han Suk-kyu em um drama de TV da MBC intitulado The Moon of Seoul. O enredo gira em torno da vida e das dificuldades dos plebeus em Seul. Choi interpretou Chun-seop, um homem solteiro que se muda do campo para Seul com o sonho de enriquecer. Ele se apaixona à primeira vista por Chae Shi-ra, sua colega e inquilina de uma pensão. No entanto, ele acaba se casando com outra mulher, Ho-soon (Kim Won-hee). Esse drama alcançou um enorme sucesso com uma audiência média de 48,7% (de acordo com a MSK), ganhando o título de "obra-prima dramática". A imensa popularidade da série impulsionou Choi Min-shik e Han Suk-kyu a se tornarem estrelas.
Em 1996, enquanto filmava o drama da MBC Their Embrace, Choi sofreu uma lesão no tendão de Aquiles. Devido aos efeitos duradouros desse ferimento, ele parou de atuar por um tempo.
Em 1997, Choi voltou aos palcos, após um hiato de sete anos, com a peça Taxi Driver de Jang Jin. Nesta peça, Choi interpretou um motorista de táxi, Jang Deok-bae, e os atores Uhm Jung-hwa, Woo Hyeon-joo, Kwon Seong-deok, Lee Yong-yi, Im Won-hee, Shin Ha-kyun, Jung Jae-young e Yu In-chon, interpretaram seus passageiros. A peça foi produzida pela trupe de teatro Yu Inchon Repertory Company. Choi declarou seu motivo de voltar as peças da seguinte forma:
"Quando eu era jovem, cometi muitos erros e me envolvi em vários desejos materiais. Eu ia para a estação de transmissão todos os dias, verificando apenas se tinha cenas para filmar e vivendo minha vida como um relógio. Mesmo se eu tivesse apenas uma fala ou aparecesse em uma tela qualqer, ainda receberia minha taxa de aparição naquele dia. Vivi assim por 7 a 8 anos, até que senti uma sensação de desespero, pensando: "Não posso me permitir de continuar assim e de me deteriorar desse jeito". É por isso que apareci na peça "Taxi Driver" de Jang Jin com o pensamento de voltar as minhas origens".
No mesmo ano, ele também participou da sitcom da SBS Miss & Mister, que foi dirigida por Ju Byeong-dae, uma renomada diretora e pioneira das sitcoms coreanas. Nela, Choi interpretou um diretor de CF, enquanto Lee Jin-woo desempenhou o papel de assistente de direção.
Foi seu colega, Han Suk-kyu, que desempenhou um papel fundamental em trazer Choi de volta à indústria cinematográfica após seu longo hiato. Han Suk-kyu ligou para Choi e perguntou se ele estaria interessado em fazer outro filme. Choi Min-shik respondeu: "Claro, por que não? Você é o único fazendo isso?". Incentivado por essa ligação, Choi e Han se juntaram para atuar no filme No. 3 (1997) do diretor Song Neung-han, fazendo um grande retorno às telas de cinema, ao interpretar Ma Dong-pal, um promotor temperamental.
Além disso, Choi atuou no drama matinal da MBC, Love and Separation, composto por 122 episódios que foram ao ar de 4 de agosto de 1997 a 3 de janeiro de 1998. Neste drama, Choi interpretou Kim Chan-ki, o personagem principal da trama e um homem divorciado que mora com seu filho, no qual se encontra e se relaciona com uma professora de jardim de infância. Enquanto trabalhava nesse drama, Choi reprisou em outubro daquele ano seu papel como o motorista de táxi Jang Deok-bae no 21º Festival de Teatro de Seul e recebeu prêmios como ator representante sul-coreano.
"Eu estive envolvido em dramas de TV por oito anos. No entanto, em 1996, depois de ter sido muito inspirado pela peça "Taxi Driver", encontrei-me num estado de profunda reflexão. Tendo dedicado meus vinte anos à atuação no palco, comecei a questionar a verdadeira essência do meu trabalho. Embora as taxas de transmissão certamente tivessem engordado minha conta bancária e proporcionado uma vida confortável, não pude deixar de sentir que não havia realmente crescido ou aprendido algo com essa experiência".
Em 1998, Choi foi homenageado com o DongA Theatre Award por sua atuação em Taxi Driver. Posteriormente, ele aceitou um papel no filme do diretor novato Kim Jee-woon, The Quiet Family. Foi nessa época que ele tomou a decisão de abandonar suas atividades na televisão e se dedicar exclusivamente ao cinema. Esta foi uma decisão que ele vinha pensando desde quando trabalhou na peça Taxi Driver.
"No começo, eu estava envolvido com o teatro e depois me divorciei [em 1993]. Quando fazíamos peças normais, passava cerca de sete horas praticando o roteiro, discutindo e analisando. No entanto, quando se trata de atuação no palco, não existe muito ensaio. Depois de nove anos atuando como ator de peças, eu não aguentava mais. Não era uma situação em que eu pudesse analisar ou fazer qualquer coisa estruturalmente. Eu senti que não estava certo. Se eu tivesse uma família naquela época, não teria desistido. Mas como estava sozinho, pensei no significado do meu trabalho, me perguntando se não aguentaria mais, se tinha perdido o motivo do por que comecei no teatro e que tipo de ator eu queria ser. Durante um tempo em que eu estava refletindo sobre minha vida pessoal depois de passar por um divórcio, [Han] Suk-kyu sugeriu fazer o [filme] No. 3. Então, tomei uma decisão ousada de sair".
O primeiro grande sucesso de Choi veio com seu papel de agente norte-coreano no filme Shiri de 1999. O filme não foi apenas aclamado pela crítica, mas também alcançou uma grande bilheteria. A interpretação de Choi lhe rendeu o prêmio de Melhor Ator no Grand Bell Awards. No mesmo ano, também participou da produção de Hamlet 1999 pelo Theater Troupe You. A peça estreou em 20 de abril como a produção inaugural do "You Theatre", dedicando essa apresentação para Cheongdam-dong, Gangnam-gu, Seul.
Em seguida, Choi estrelou em Happy End, onde retratou um homem que é traído por sua esposa. Em 2001, ele interpretou um papel de um gangster ao lado de Cecilia Cheung em Failan.
Um ano depois, Choi interpretou Jang Seung-eop, um pintor da era Joseon, em Chihwaseon, de Im Kwon-taek, onde esse último recebeu o prêmio de Melhor Diretor no Festival de Cinema de Cannes.

### Reconhecimento internacional

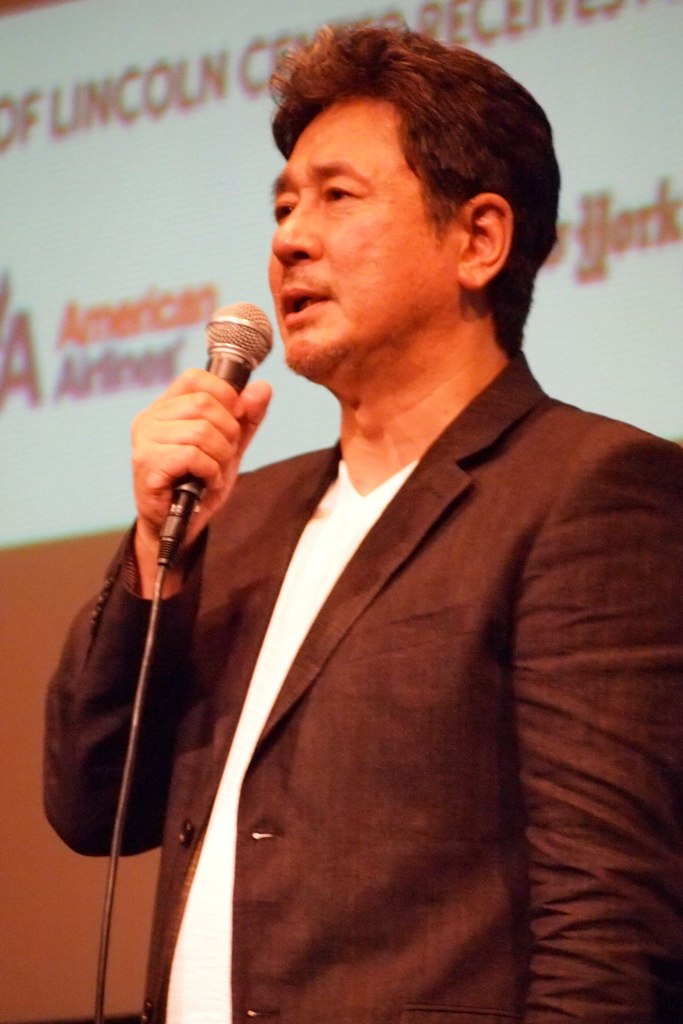
Choi Min-sik no New York Asian Film Festival, em 30 de junho de 2012

Em 2003, Choi estrelou Oldboy, de Park Chan-wook. A performance excepcional e impecável de Choi no filme impulsionou sua fama na Coreia aos patamares internacionais, fazendo com que iniciasse sua estreia em inúmeras plateias estrangeiras.
Nos dois anos seguintes, ele interpretou um trompetista em Springtime, um ex-boxeador com problemas em Crying Fist, de Ryoo Seung-wan, e um assassino de crianças em Sympathy for Lady Vengeance, o último filme da trilogia de vingança de Park Chan-wook.
Em Springtime, Choi assume o papel de Hyon-woo, um trompetista com formação clássica insatisfeito, que não consegue alcançar a carreira que deseja e acaba por lecionar em meio período numa escola. Sua vida pessoal é repleta de discussões com a mãe e sentimentos não resolvidos pela ex-namorada. Em busca de mudanças, ele aceita um emprego como professor de banda em uma pequena cidade, onde o sucesso do programa de música é fundamental para sua sobrevivência. Apesar dos desafios, Hyon-woo abraça seu novo trabalho, conectando-se com os habitantes locais, incluindo o farmacêutico Soo-yon e o estudante problemático Jae-il. Esse papel exigiu um maior senso de tranquilidade e gentileza do ator em comparação com seus típicos personagens emocionalmente intensos.
Em 2005, Choi e Song Kang-ho foram acusados pelo diretor e chefe do Cinema Service, Kang Woo-suk, de exigirem uma participação nos lucros dos filmes, chamadas "contribuições". Mais tarde, Kang se desculpou pelas suas falas.
Em vários momentos durante 2006, Choi e outros profissionais da indústria cinematográfica sul-coreana, protestaram em Seul e no Festival de Cinema de Cannes contra a decisão do governo sul-coreano de reduzir as cotas de tela de 146 para 73 dias como parte do Acordo de Livre Comércio com os Estados Unidos. Como sinal de protesto, Choi devolveu a prestigiosa Ordem de Mérito Cultural (Okgwan) que lhe havia sido concedida, dizendo: "Reduzir pela metade a cota de tela é equivalente a uma sentença de morte para o cinema coreano. Esta medalha, antes um símbolo de orgulho, é agora nada mais do que um sinal de desgraça, e é com o coração pesado que vou devolvê-la."
Nos quatro anos seguintes, Choi fez um exílio autoimposto de fazer filmes, iniciado em protesto contra a cota de tela, mas também em parte devido à relutância dos estúdios em contratar o ator politicamente ativo. Nisso, ele voltou às suas raízes com o teatro em 2007. Ele também estrelou a produção londrina de Martin McDonagh, The Pillowman, em 2003, sendo sua primeira peça em sete anos.
Durante a retrospectiva de Choi realizada no 14º Lyon Asian Film Festival em novembro de 2008, o ator foi questionado sobre sua reação ao próximo remake de Oldboy, e ele admitiu aos repórteres franceses presentes que estava chateado com Hollywood por usar o que ele descreveu como táticas de pressão sobre cineastas asiáticos e europeus para que pudessem refazer filmes estrangeiros nos Estados Unidos.
Choi fez seu retorno no filme de arte de Jeon Soo-il de 2009, Himalaya, Where the Wind Dwells, no qual ele foi o único ator sul-coreano trabalhando com atores tibetanos escalados localmente. Embora o thriller de ação de Kim Jee-woon de 2010, I Saw the Devil, recebeu críticas por seu conteúdo ultraviolento, os críticos concordaram que a atuação de Choi como um serial killer foi memorável e o filme emergiu como um sucesso de bilheteria. Choi deu sua voz para o filme de animação Leafie, A Hen into the Wild, que em 2011 se tornou o filme de animação sul-coreano de maior bilheteria.
Em 2012, Choi interpretou outro anti-herói complexo e de diversas facetas em Nameless Gangster: Rules of the Time, do diretor Yoon Jong-bin, tornando-se um sucesso de crítica e bilheteria, rendendo-lhe o prêmio de Melhor Performance de Ator em 2012, no Asia Pacific Screen Awards. O filme deu origem a inúmeros momentos inesquecíveis e de falas memoráveis, virando um alvo frequente de paródias em programas de variedades populares da televisão como Gag Concert e Infinite Challenge. Os comediantes imitavam os penteados, a vestimenta e até a frase de efeito sara itne (hangul: 살아 있네, traduzido como "sentir-se vivo") dita pelo personagem de Choi Min-sik, Choi Ik-yun. A música "I Heard a Rumor" também se tornou popular.
O próximo longa de Choi foi New World, de Park Hoon-jung, um filme noir de 2013 sobre um policial disfarçado no mundo dos gângsteres, que também virou sucesso comercial e de crítica.
Como uma forma de estrear nos mercados de língua inglesa, Choi apareceu em Lucy (2014), de Luc Besson, no papel de Sr. Jang, um traficante coreano que sequestra a personagem-título e a força a se tornar uma mula, mas ela acaba por adquirir poderes sobre-humanos. A fim de garantir o envolvimento de Choi, Besson e sua equipe viajaram para a Coreia e se encontraram com o ator para discutir a história, somente no final da conversa entre ele e o diretor, que Choi expressou seu interesse em ingressar no projeto. O diretor Luc Besson elogiou sua atuação, afirmando que ele era o "melhor vilão" que já havia escrito desde o personagem de Gary Oldman, Norman Stansfield. Besson descreveu Sr. Jang como a personificação do mal supremo, contrastando com Lucy, protagonista do filme, que representa a inteligência suprema.
Ele interpretou Yi Sun-sin no filme épico e histórico de grande sucesso, The Admiral: Roaring Currents, que se passa na batalha de Myeongnyang, considerada uma das vitórias navais mais notáveis desse almirante. Roaring Currents se tornou o filme mais assistido de todos os tempos no cinema sul-coreano, o primeiro a atingir 15 milhões de ingressos e o primeiro filme local a arrecadar mais de 100 milhões de dólares.
Em seguida, Choi estrelou no filme de época The Tiger: An Old Hunter's Tale, onde interpretou um caçador.
Choi foi escalado para dois filmes em 2017; ele interpretou um prefeito sem escrúpulos no filme político The Mayor e foi protagonista do remake de thriller policial Heart Blackened.
Em 2019, Choi e Han Suk-kyu se uniram mais uma vez no filme de época de Hur Jin-ho, Forbidden Dream. Escrito por Jung Bum-shik e Lee Ji-min, o filme é uma adaptação de uma história real que explora a dinâmica entre Sejong, o Grande (Han Suk-kyu), rei da dinastia Joseon, e sua relação com seu maior cientista, Jang Yeong-sil (Choi Min-sik).
Em 10 de dezembro de 2021, o contrato de Choi com a C-JeS Entertainment terminou. Ele decidiu permanecer com um agente independente.

### Estreia em dramas viaOTT
Em 2022, Choi estrelou na série do Disney+, Big Bet, que marcou sua primeira aparição em uma série de drama desde Love and Separation de 1997. Setenta por cento das filmagens foram realizadas nas Filipinas. Choi foi indicado para Melhor Ator nas cerimônias do 59º Baeksang Arts Awards e do 2º Blue Dragon Series Awards por seu papel como Cha Mu-sik.
Em 2023, o 27º Bucheon International Fantastic Film Festival organizou uma exibição especial de atores intitulada "I Saw Choi Min-sik". A exposição apresentou a carreira de ator de Choi Min-sik ao longo de 30 anos. Dez longas-metragens selecionados pessoalmente por Choi Min-sik foram exibidos, incluindo o filme Our Twisted Hero (1992) dirigido por Park Jong-won, Shiri, Happy End, Failan, Oldboy (2003), Springtime , I Saw the Devil (2010), Nameless Gangster: Rules of the Time, Forbidden Dream e In Our Prime. Além disso, dois de seus curtas-metragens, "Steam" (1988) e "Winter Road" (1989), foram restaurados digitalmente e lançados no evento em colaboração com o Korean Film Archive.

## Vida pessoal
Choi Min-shik se casou com a atriz Lee Hwa-young em 1990. Ela também estudava no mesmo curso que Choi, mas na Universidade Chung-Ang. Seus caminhos se cruzaram quando colaboraram em uma peça. No entanto, seu casamento chegou ao fim em 1993, quando eles decidiram se separar.
Em 1999, Choi se casou com Kim Hwal-ran. Choi Min-shik foi apresentado a Kim Hwal-ran por seu colega mais novo na Univerisidade Dongguk e Jeon Young-min, o representante de sua agência. Foi por meio dessas duas conexões que Choi e Kim se casaram.

## Filmografia

### Filmes
| Ano  | Título                               | Papel                    | Notas                     | Ref.            |
| ---- | ------------------------------------ | ------------------------ | ------------------------- | --------------- |
| 1989 | Kuro Arirang                         | Jin-seok                 |                           | [ 7 ]           |
| 1990 | That Which Falls Has Wings           | Tae-sik                  |                           | [ 5 ]           |
| 1992 | Our Twisted Hero                     | Kim Jung-won             |                           | [ 92 ]          |
| 1992 | May Our Love Stay This Way           | Joon-hyuk                |                           | [ 93 ]          |
| 1993 | Sara is Guilty                       | Professor de música      |                           | [ 94 ]          |
| 1995 | Mom, the Star, and the Sea Anemone   | Mam-bo                   | Cameo                     | [ 95 ]          |
| 1997 | No. 3                                | Ma Dong-pal              |                           | [ 10 ]          |
| 1998 | The Quiet Family                     | Kang Chang-gu            |                           | [ 96 ]          |
| 1999 | Shiri                                | Park Mu-young            |                           | [ 97 ]          |
| 1999 | Happy End                            | Seo Min-ki               |                           | [ 98 ]          |
| 2001 | Failan                               | Lee Kang-jae             |                           |                 |
| 2002 | Chi-hwa-seon                         | Jang Seung-up            |                           |                 |
| 2003 | Oldboy                               | Oh Dae-su                |                           | [ 99 ]          |
| 2004 | Taegukgi                             | Comandante norte-coreano | Participação especial     |                 |
| 2004 | Springtime                           | Hyun-woo                 |                           |                 |
| 2005 | Crying Fist                          | Kang Tae-sik             |                           | [ 100 ]         |
| 2005 | Sympathy for Lady Vengeance          | Baek Han-sang            |                           |                 |
| 2009 | Himalaya, Where the Wind Dwells      | Choi                     |                           |                 |
| 2010 | I Saw the Devil                      | Jang Kyung-chul          |                           |                 |
| 2011 | Leafie, A Hen into the Wild          | Drifter                  | Voz                       |                 |
| 2011 | Ari Ari the Korean Cinema            | Ele mesmo                | Documentário              |                 |
| 2012 | Nameless Gangster: Rules of the Time | Choi Ik-hyun             |                           |                 |
| 2013 | New World                            | Kang Hyung-chul          |                           |                 |
| 2013 | In My End Is My Beginning            | Doutor                   | Cameo de voz              |                 |
| 2014 | Lucy                                 | Sr. Jang                 | Estreia em língua inglesa |                 |
| 2014 | The Admiral: Roaring Currents        | Almirante Yi Sun-shin    |                           |                 |
| 2015 | The Tiger                            | Chun Man-duk             |                           |                 |
| 2016 | Old Days                             | Ele mesmo                | Documentário              |                 |
| 2017 | The Mayor                            | Byeon Jong-gu            |                           |                 |
| 2017 | Heart Blackened                      | Im Tae-san               |                           |                 |
| 2019 | The Battle: Roar to Victory          | General Hong Beom-do     | Participação especial     |                 |
| 2019 | Forbidden Dream                      | Jang Yeong-sil           |                           |                 |
| 2022 | In Our Prime                         | Lee Hak-seong            |                           | [ 101 ] [ 102 ] |
| ASA  | Heaven: To the Land of Happiness     | 203                      |                           | [ 103 ]         |
| ASA  | The Unearthed Grave                  | Kim Sang-deok            |                           | [ 104 ]         |

### Séries de televisão
| Ano  | Título                         | Papel           | Notas | Ref.    |
| ---- | ------------------------------ | --------------- | ----- | ------- |
| 1990 | Years of Ambition              | Kuchon          |       |         |
| 1990 | 500 Years of Joseon            | Park Seung-hwan |       |         |
| 1992 | The Beloved                    | Lee Dong-wook   |       |         |
| 1992 | Sons and Daughters             | —               |       |         |
| 1994 | The Moon of Seoul              | Park Chun-seob  |       | [ 105 ] |
| 1995 | Till We Meet Again             | Han Suk-jin     |       |         |
| 1995 | The Fourth Republic            | Kim Dae-joong   |       |         |
| 1995 | MBC Best Theatre - If you love |                 |       |         |
| 1996 | Their Embrace                  | Ahn Dong-chul   |       |         |
| 1996 | Dad Is the Boss                | —               |       |         |
| 1997 | Miss and Mister                | —               |       |         |
| 1997 | Love and Separation            | Kim Chang-gi    |       |         |

### Webséries
| Ano  | Título  | Papel      | Notas                        | Ref.    |
| ---- | ------- | ---------- | ---------------------------- | ------- |
| 2022 | Big Bet | Cha Mu-sik | Websérie original do Disney+ | [ 106 ] |

## Teatro
| Ano  | Título | Papel                           | Ref.            |
| ---- | --- | ------------------------------- | --------------- |
| 1982 | Our Town | —                               | [ 107 ]         |
| 1989 | Real Name - Insult                                                                                          | Jung-woo                        | [ 108 ]         |
| 1989 | (7°) Festival de Teatro de Gyeongsangnam-do: Blood in the Basin                                             | Chefe                           | [ 109 ]         |
| 1990 | Equus | Alan Strang                     | [ 110 ] [ 111 ] |
| 1997 | Taxi Driver - Where are you going?                                                                          | Motorista de táxi Jang Deok-bae | [ 21 ]          |
| 1997 | (21°) Festival de Teatro de Seul: Taxi Driver - Where are you going?                                        | Motorista de táxi Jang Deok-bae | [ 112 ]         |
| 1999 | Hamlet 1999                                                                                                 | Laertes                         | [ 113 ]         |
| 1999 | Gyeongbuk Pohang Jecheol Seo Elementary School "Cat in a Mousetrap" - 8º Concurso Nacional de Peça Infantil | Os ratos                        | [ 114 ]         |
| 2000 | Leave When They're Applauding                                                                               | Choi Yeon-ki (detetive)         | [ 115 ]         |
| 2007 | The Pillowman                                                                                               | K. Katurian                     | [ 116 ]         |

## Prêmios e indicações
| Ano  | Prêmio                                        | Categoria                       | Trabalho nomeado                     | Resultado | Ref.    |
| ---- | --------------------------------------------- | ------------------------------- | ------------------------------------ | --------- | ------- |
| 1990 | KBS Drama Awards                              | Melhor Ator Revelação           | Years of Ambition                    | Venceu    |         |
| 1992 | 13° Blue Dragon Film Awards                   | Melhor Ator Coadjuvante         | Our Twisted Hero                     | Indicado  | [ 117 ] |
| 1993 | 31° Grand Bell Awards                         | Melhor Ator Coadjuvante         | Our Twisted Hero                     | Indicado  | [ 117 ] |
| 1993 | 38° Asia Pacific Film Festival                | Melhor Ator Coadjuvante         | Our Twisted Hero                     | Venceu    | [ 117 ] |
| 1994 | MBC Drama Awards                              | Prêmio de Alta Excelência, Ator | The Moon of Seoul                    | Indicado  |         |
| 1997 | 21° Seoul Theater Festival                    | Melhor Ator                     | Taxi Driver                          | Venceu    | [ 118 ] |
| 1997 | 35° Grand Bell Awards                         | Melhor Ator Coadjuvante         | No. 3                                | Indicado  | [ 119 ] |
| 1998 | 34° DongA Theater Award                       | Melhor Ator                     | Taxi Driver                          | Venceu    | [ 120 ] |
| 1999 | 22° Golden Cinematography Awards              | Ator Mais Popular               | Shiri                                | Venceu    |         |
| 1999 | 35° Baeksang Arts Awards                      | Melhor Ator (Filme)             | Shiri                                | Venceu    |         |
| 1999 | 36° Grand Bell Awards                         | Melhor Ator                     | Shiri                                | Venceu    |         |
| 1999 | 20° Blue Dragon Film Awards                   | Melhor Ator                     | Shiri                                | Indicado  |         |
| 1999 | 2° Director's Cut Awards                      | Melhor Ator                     | Happy End                            | Venceu    | [ 121 ] |
| 2000 | 45° Asia Pacific Film Festival                | Melhor Ator                     | Happy End                            | Venceu    | [ 122 ] |
| 2001 | 2° Busan Film Critics Awards                  | Melhor Ator                     | Failan                               | Venceu    | [ 123 ] |
| 2001 | 22° Blue Dragon Film Awards                   | Melhor Ator                     | Failan                               | Venceu    | [ 124 ] |
| 2001 | 21° Korean Association of Film Critics Awards | Melhor Ator                     | Failan                               | Venceu    | [ 125 ] |
| 2001 | 4° Director's Cut Awards                      | Melhor Ator                     | Failan                               | Venceu    |         |
| 2002 | 38° Baeksang Arts Awards                      | Melhor Ator (Filme)             | Failan                               | Indicado  |         |
| 2002 | 39° Grand Bell Awards                         | Melhor Ator                     | Failan                               | Indicado  |         |
| 2002 | 4° Deauville Asian Film Festival              | Melhor Ator                     | Failan                               | Venceu    | [ 126 ] |
| 2002 | 23° Blue Dragon Film Awards                   | Melhor Ator                     | Chi-hwa-seon                         | Indicado  |         |
| 2003 | 24° Blue Dragon Film Awards                   | Melhor Ator                     | Oldboy                               | Venceu    | [ 127 ] |
| 2004 | 40° Baeksang Arts Awards                      | Melhor Ator (Filme)             | Oldboy                               | Venceu    | [ 128 ] |
| 2004 | 41° Grand Bell Awards                         | Melhor Ator                     | Oldboy                               | Venceu    | [ 129 ] |
| 2004 | 12° Chunsa Film Art Awards                    | Melhor Ator                     | Oldboy                               | Venceu    | [ 130 ] |
| 2004 | 24° Korean Association of Film Critics Awards | Melhor Ator                     | Oldboy                               | Venceu    | [ 131 ] |
| 2004 | 1° Max Movie Awards                           | Melhor Ator                     | Oldboy                               | Venceu    |         |
| 2004 | 49° Asia Pacific Film Festival                | Melhor Ator                     | Oldboy                               | Venceu    |         |
| 2004 | 7° Director's Cut Awards                      | Melhor Ator                     | Oldboy                               | Venceu    |         |
| 2004 | 1° University Film Festival of Korea          | Melhor Ator                     | Oldboy                               | Venceu    | [ 132 ] |
| 2004 | 3° Korean Film Awards                         | Melhor Ator                     | Oldboy                               | Venceu    | [ 133 ] |
| 2004 | 3° Korean Film Awards                         | Melhor Ator                     | Springtime                           | Indicado  | [ 117 ] |
| 2004 | 25° Blue Dragon Film Awards                   | Melhor Ator                     | Springtime                           | Indicado  | [ 117 ] |
| 2005 | 9° Fantasia Festival                          | Melhor Ator                     | Crying Fist                          | Venceu    | [ 134 ] |
| 2005 | 5° Korea World Youth Film Festival            | Ator Favorito                   | Crying Fist                          | Venceu    |         |
| 2010 | 13° Director's Cut Awards                     | Melhor Ator                     | I Saw the Devil                      | Venceu    |         |
| 2010 | 47° Grand Bell Awards                         | Melhor Ator                     | I Saw the Devil                      | Indicado  |         |
| 2010 | 8° Korean Film Awards                         | Melhor Ator                     | I Saw the Devil                      | Indicado  | [ 135 ] |
| 2011 | Scream Awards                                 | Melhor Vilão                    | I Saw the Devil                      | Indicado  | [ 117 ] |
| 2012 | Fangoria Chainsaw Awards                      | Melhor Ator                     | I Saw the Devil                      | Indicado  |         |
| 2012 | 48° Baeksang Arts Awards                      | Melhor Ator (Filme)             | Nameless Gangster: Rules of the Time | Indicado  | [ 117 ] |
| 2012 | 21° Buil Film Awards                          | Melhor Ator                     | Nameless Gangster: Rules of the Time | Venceu    | [ 136 ] |
| 2012 | 6° Asia Pacific Screen Awards                 | Melhor Ator                     | Nameless Gangster: Rules of the Time | Venceu    | [ 137 ] |
| 2012 | 49° Grand Bell Awards                         | Melhor Ator                     | Nameless Gangster: Rules of the Time | Indicado  |         |
| 2012 | 33° Blue Dragon Film Awards                   | Melhor Ator                     | Nameless Gangster: Rules of the Time | Venceu    | [ 138 ] |
| 2013 | 4° KOFRA Film Awards                          | Melhor Ator                     | Nameless Gangster: Rules of the Time | Venceu    | [ 139 ] |
| 2013 | 7° Asian Film Awards                          | Melhor Ator                     | Nameless Gangster: Rules of the Time | Indicado  | [ 140 ] |
| 2013 | 7° Asian Film Awards                          | Ator Favorito                   | Nameless Gangster: Rules of the Time | Indicado  | [ 117 ] |
| 2014 | 2° Marie Claire Asia Star Awards              | Ator do Ano                     | The Admiral: Roaring Currents        | Venceu    |         |
| 2014 | 23° Buil Film Awards                          | Melhor Ator                     | The Admiral: Roaring Currents        | Indicado  | [ 117 ] |
| 2014 | 34° Korean Association of Film Critics Awards | Melhor Ator                     | The Admiral: Roaring Currents        | Venceu    | [ 141 ] |
| 2014 | 51° Grand Bell Awards                         | Melhor Ator                     | The Admiral: Roaring Currents        | Venceu    | [ 142 ] |
| 2014 | 4° SACF Artists of the Year Awards            | Grande Prêmio (Daesang)         | The Admiral: Roaring Currents        | Venceu    | [ 143 ] |
| 2014 | 35° Blue Dragon Film Awards                   | Melhor Ator                     | The Admiral: Roaring Currents        | Indicado  | [ 117 ] |
| 2014 | 3° Korea Film Actors Association Awards       | Prêmio de Melhor Estrela        | The Admiral: Roaring Currents        | Venceu    |         |
| 2015 | 6° KOFRA Film Awards                          | Melhor Ator                     | The Admiral: Roaring Currents        | Venceu    | [ 144 ] |
| 2015 | 10° Max Movie Awards                          | Melhor Ator                     | The Admiral: Roaring Currents        | Venceu    | [ 145 ] |
| 2015 | 20° Chunsa Film Art Awards                    | Melhor Ator                     | The Admiral: Roaring Currents        | Indicado  | [ 146 ] |
| 2015 | 9° Asian Film Awards                          | Melhor Ator                     | The Admiral: Roaring Currents        | Indicado  | [ 147 ] |
| 2015 | 51° Baeksang Arts Awards                      | Melhor Ator (Filme)             | The Admiral: Roaring Currents        | Indicado  | [ 148 ] |
| 2015 | 51° Baeksang Arts Awards                      | Grande Prêmio (Daesang) (Filme) | The Admiral: Roaring Currents        | Venceu    | [ 149 ] |
| 2016 | 21° Chunsa Film Art Awards                    | Melhor Ator                     | The Tiger: An Old Hunter's Tale      | Indicado  | [ 117 ] |
| 2016 | 53° Grand Bell Awards                         | Melhor Ator                     | The Tiger: An Old Hunter's Tale      | Indicado  | [ 117 ] |
| 2017 | 6° Korea Film Actors Association Awards       | Prêmio de Melhor Estrela        | Heart Blackened                      | Venceu    | [ 150 ] |
| 2022 | 58° Baeksang Arts Awards                      | Melhor Ator - Filme             | In Our Prime                         | Indicado  | [ 151 ] |
| 2023 | 21° Director's Cut Awards                     | Melhor Ator em Televisão        | Big Bet                              | Indicado  | [ 152 ] |
| 2023 | 59° Baeksang Arts Awards                      | Melhor Ator – Televisão         | Big Bet                              | Indicado  | [ 153 ] |
| 2023 | 2° Blue Dragon Series Awards                  | Melhor Ator                     | Big Bet                              | Indicado  | [ 154 ] |

### Honras de estado
| País ou Organização | Ano  | Honra                              | Ref.    |
| ------------------- | ---- | ---------------------------------- | ------- |
| Coreia do Sul       | 2004 | Okgwan (Coroa de Jóias), 4ª Classe | [ 158 ] |

### Artigos em lista
| Editor                                     | Ano       | Lista                                                     | Posição | Ref.            |
| ------------------------------------------ | --------- | --------------------------------------------------------- | ------- | --------------- |
| Cine21                                     | 2003–2004 | As 50 Pessoas Mais Poderosas na Indústria Cinematográfica | 11º     | [ 159 ]         |
| Cine21                                     | 2005      | As 50 Pessoas Mais Poderosas na Indústria Cinematográfica | 16º     | [ 160 ]         |
| DongA Ilbo                                 | 2001      | Ator do Ano da DongA Ilbo                                 | 1°      | [ 125 ]         |
| DongA Ilbo                                 | 2002      | Ator do Ano da DongA Ilbo                                 | 2º      | [ 161 ]         |
| DongA Ilbo                                 | 2003      | Ator do Ano da DongA Ilbo                                 | 3º      | [ 162 ]         |
| DongA Ilbo                                 | 2004      | Ator do Ano da DongA Ilbo                                 | 1º      | [ 163 ]         |
| DongA Ilbo                                 | 2004      | Ator Mais Influente                                       | 2°      | [ 164 ]         |
| Gallup Korea                               | 2014      | Ator do Ano da Gallup Korea                               | 1º      | [ 165 ] [ 166 ] |
| Herald Economy                             | 2014      | Líder da Cultura Pop Big 30                               | 7º      | [ 167 ]         |
| Herald Economy                             | 2015      | Líder da Cultura Pop Big 30                               | 24º     | [ 168 ]         |
| Max Movie                                  | 2004      | Ator Predileto do Roteirista                              | 1º      | [ 169 ]         |
| Premiere                                   | 2003      | Ator do Ano                                               | 2º      | [ 170 ]         |
| Premiere                                   | 2004      | Ator do Ano                                               | 1º      | [ 171 ]         |
| Sisa Journal                               | 2005      | Ator com as Melhores Habilidades de Atuação               | 1º      | [ 176 ]         |
| Sisa Journal                               | 2010      | Líder da Próxima Geração—Indústria Cinematográfica        | 4º      | [ 177 ]         |
| Sisa Journal                               | 2014      | Líder da Próxima Geração—Indústria Cinematográfica        | 9º      | [ 178 ]         |
| The Village Voice Annual Film Critics Poll | 2005      | Melhor Performance                                        | 40º     |                 |